# John Dillwyn Llewelyn

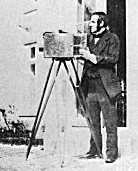
John Dillwyn Llewellyn

John Dillwyn Llewelyn (* 12. Januar 1810 in Swansea; † 24. August 1882 in London) war ein britischer Botaniker und Pionier auf dem Gebiet der Fotografie.

## Leben und Wirken
John Dillwyn Llewelyn war ein Sohn des Botanikers und Politikers Lewis Weston Dillwyn und dessen Frau Mary Llewelyn of Llangyfelach, übernahm aber den Nachnamen seines Großvaters mütterlicherseits. Er studierte am Oriel College in Oxford (1827) und wurde wie sein Vater Botaniker. 1835 war er High Sheriff von Glamorgan. Im Folgejahr wurde er Mitglied der Royal Photographic Society. Mit Charles Wheatstone arbeitete er an der Entwicklung des elektrischen Telegrafen.
Früh entwickelte Llewelyn ein fotografisches Interesse. Seine älteste Daguerreotypie stammt aus dem Jahr 1840. Das Swansea Museum besitzt eine große Kollektion seiner Aufnahmen. Mit William Henry Fox Talbot arbeitete er an Verbesserungen der Fotografie.
Llewelyn war mit Emma, Tochter von Thomas Mansel Talbot of Margam, verheiratet und bekam mit ihr sechs Kinder. Sein ältestes Kind war die spätere Astronomin und Fotografin Thereza Dillwyn Llewelyn. Ein Sohn war der spätere Politiker John Talbot Dillwyn-Llewelyn (1836–1927), der unter anderem High Sheriff von Glamorgan und Bürgermeister von Swansea wurde.